# Аврорский, Николай Иванович
Никола́й Ива́нович Авро́рский (2 [15] декабря 1912 — 13 апреля 1989) — участник Великой Отечественной войны (командир 3-го батальона 479-го стрелкового полка 149-й стрелковой дивизии 3-й гвардейской армии 1-го Украинского фронта, капитан), Герой Советского Союза (1944), полковник.

## Биография
Родился 15 декабря 1912 года в городе Саратов в семье рабочего. Русский по национальности. После окончания в 1931 году девяти классов вечерней средней школы и школы ФЗУ устроился на Саратовский завод комбайнов токарем по металлу. В 1934—1936 годах проходил службу в армии.
В августе 1941 года снова призван в ряды армии, а в декабре того же года оказался на фронте Великой Отечественной войны. В начале войны окончил краткосрочные курсы политсостава. В 1941 году вступил в ряды КПСС. В 1943 году прошёл обучение на курсах «Выстрел».
Сражался на Западном, Брянском, Центральном и 1-м Украинском фронтах, занимая должности комиссара и командира стрелкового батальона. Принимал участие в обороне Белёва, Тулы, освобождении Украины и Польши. Тяжело ранен 16 июля 1942 года западнее Ельца и 2 августа 1944 года на Висле под Сандомиром.
В ночь на 1 августа 1944 года капитан Аврорский Николай Иванович и батальон 479-го стрелкового полка под его командованием успешно совершили форсирование реки Висла севернее Сандомира. Результатом стали овладение плацдармом и уничтожение десятков солдат и офицеров противника. Кроме того, было захвачено шесть пулемётов и 18 автоматов. Звание Героя Советского Союза с вручением ордена Ленина и медали «Золотая Звезда» Николаю Ивановичу Аврорскому присвоено 23 сентября 1944 года за доблесть и мужество, проявленные в боях при форсировании реки Висла и захвате плацдарма на ее западном берегу.
После войны Аврорский продолжил службу в рядах Советской Армии. В 1952 году Аврорский прошёл обучение на курсах усовершенствования офицерского состава. В 1960 году он, находясь в звании полковника, был уволен в запас. В послевоенное время жил и работал в Волгограде.
Последние годы проживал в Саратове. Умер 13 апреля 1989 года. Похоронен в городе Саратов на Елшанском кладбище.

## Награды
- Два ордена Красной Звезды (1942, 1954)[1]
- Орден Ленина (1944)[1]
- Медаль «Золотая Звезда» Героя Советского Союза (1944)[1]
- Орден Отечественной войны I степени (1985)[1]
- Медали[1]

## Память
- В Волгограде на доме, в котором жил Герой, установлена мемориальная доска.